# Игор Тиаго
Игор Тиаго Насименто Родригес (на португалски: Igor Thiago Nascimento Rodrigues), по-познат просто като Игор Тиаго (на португалски: Igor Thiago), е бразилски футболист, който играе на поста централен нападател. Състезател на Брентфорд.

## Кариера
Игор е юноша на Крузейро. Прави дебюта си за мъжкия отбор на "лисицата" на 9 август 2020 г. при победата с 2:1 като домакин на Ботафого СП.

### Лудогорец
На 1 март 2022 г. Тиаго е обявен за ново попълнение на Лудогорец. Дебютира на 30 април при победата с 5:0 като домакин на ЦСКА София.

## Успехи
Лудогорец
- Първа лига (2): 2021/22, 2022/23
- Купа на България (1): 2023
- Суперкупа на България (1): 2022